# Meliefste (restaurant)
Meliefste is een restaurant in Wolphaartsdijk van chef-kok Thijs Meliefste en gastvrouw Anuschka Meliefste. De eetgelegenheid heeft sinds 29 maart 2021 een Michelinster.

## Locatie
Het restaurant is gelegen in het noorden van het dorp Wolphaartsdijk in de gemeente Goes. Er zaten al meerdere restaurants gevestigd in het pand dat Meliefste huisvest, waaronder Michelinsterrenzaak 't Veerhuis dat in 2009 sloot. De eetgelegenheid is direct gelegen aan het Veerse Meer.

## Geschiedenis

### Beginjaren
Chef-kok Meliefste deed ervaring op als souschef van Rutger van der Weel bij restaurant Katseveer. Daarnaast werkte hij een periode bij driesterrenrestaurant The Fat Duck in Londen.
In januari 2015 maakte Thijs Meliefste bekend dat hij, samen met zijn vrouw Anuchka, later dat jaar zijn eigen restaurant zal openen in de jachthaven van Wolphaartsdijk. De opening was 1 maart 2015.

### Erkenning
Meliefste werd in 2025 onderscheiden met 17,5 van de 20 punten in de GaultMillau-gids. Dezelfde gids bekroonde chef-kok Thijs Meliefste in 2020 met de titel: 'Jonge Topchef van het Jaar 2020'. Sinds 2018 staat het restaurant in de top-100 van de Nederlandse culinaire gids Lekker. De hoogste notering was plaats 13 in 2024, het jaar daarna stond Meliefste op plek 14. Het restaurant heeft sinds 29 maart 2021 een Michelinster.